# Tachi

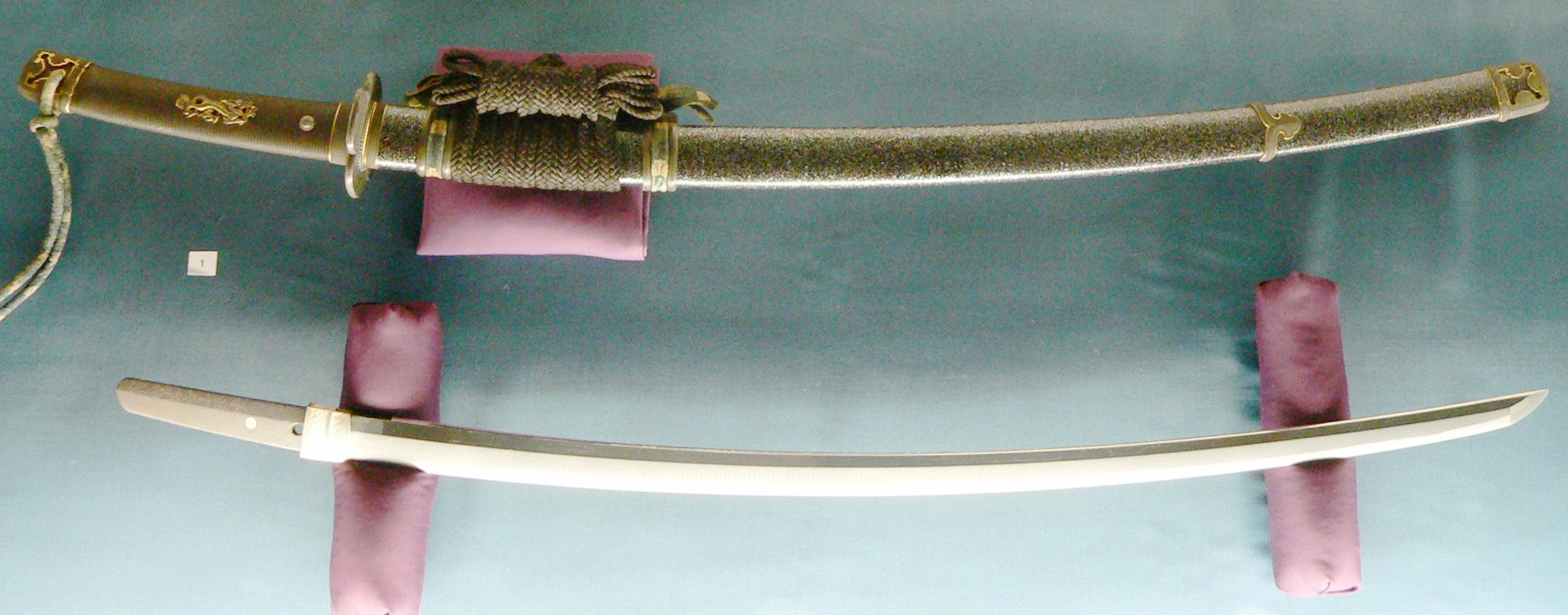
En tachi smidd 1515

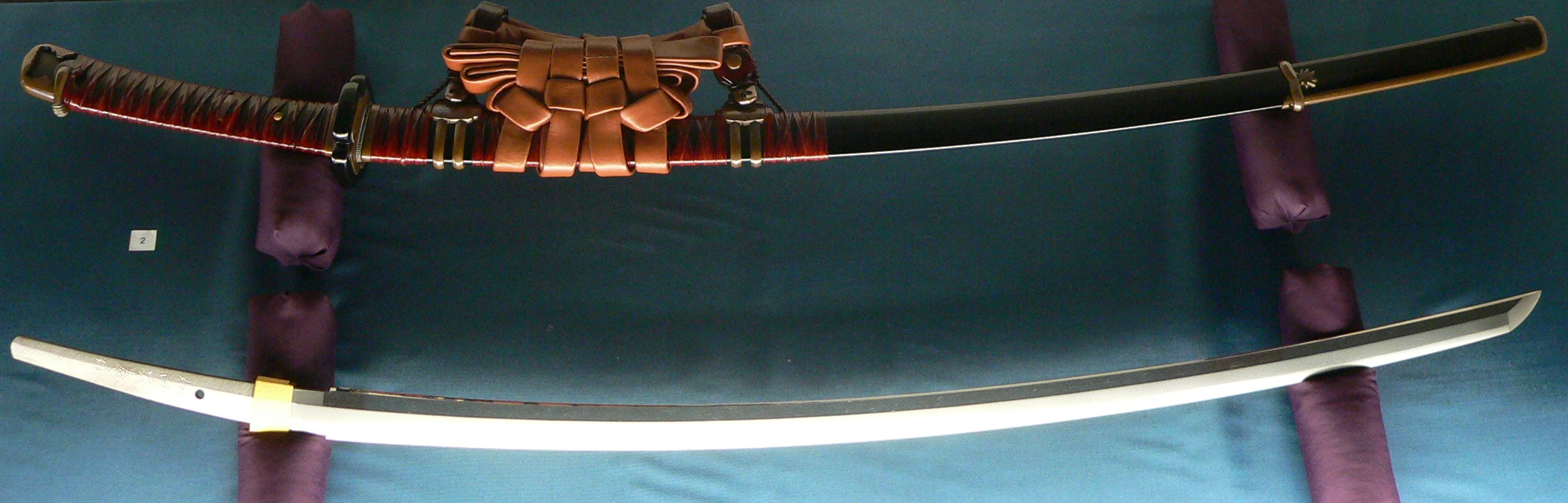
En tachi smidd 1997

Tachi (太刀) är ett japanskt långt svärd som bars med eggen nedåt. Den förlorade sin popularitet i och med att samurajer stred mer till fots, något katanan var lämpligare för än tachin som i grund och botten var ett kavallerivapen.